# Dom bez Kantów

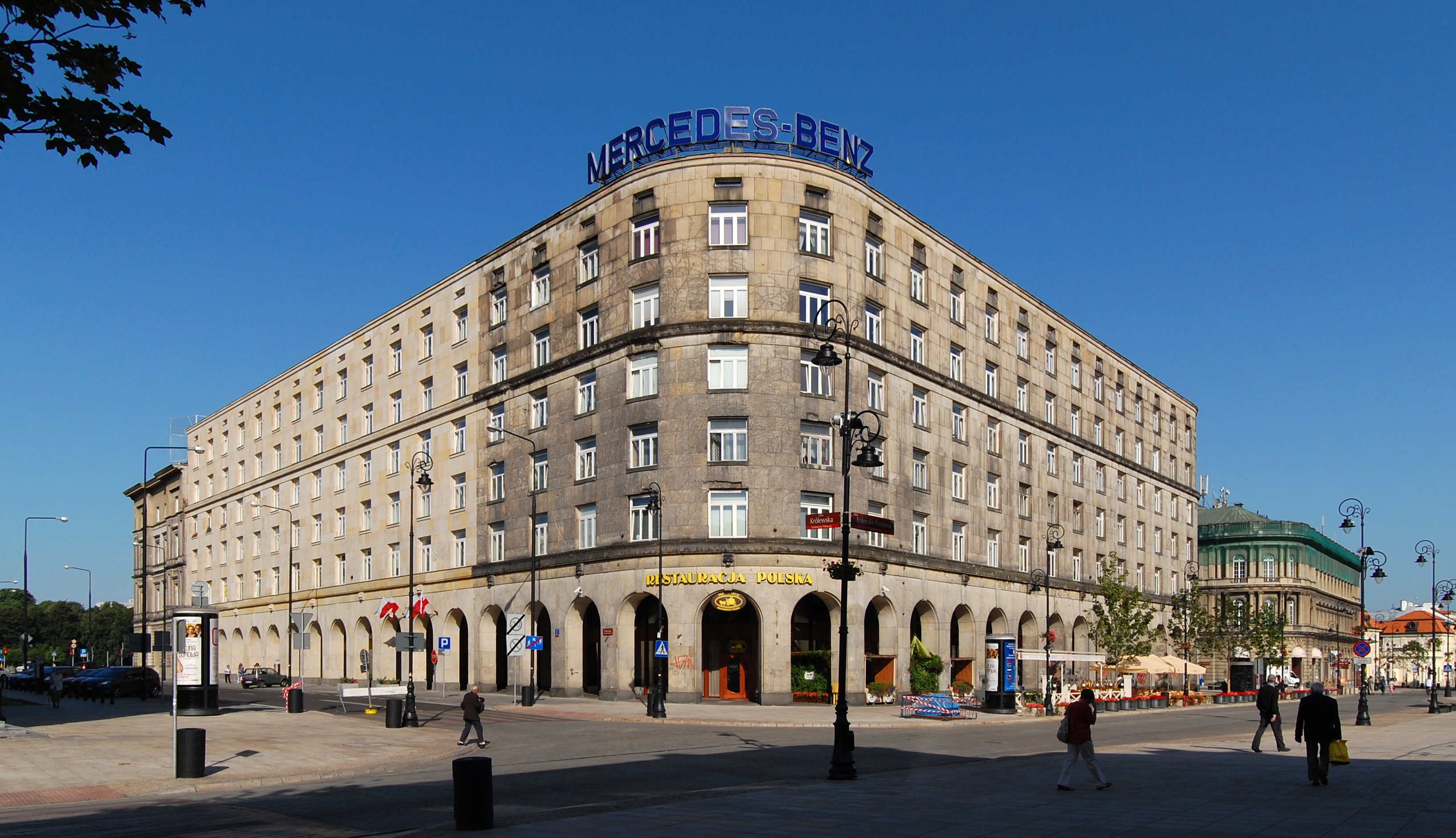
Blick von der Salesianerinnenkirche auf die Südostecke des Blocks. Im Hintergrund ist das Europejski-Hotel erkennbar

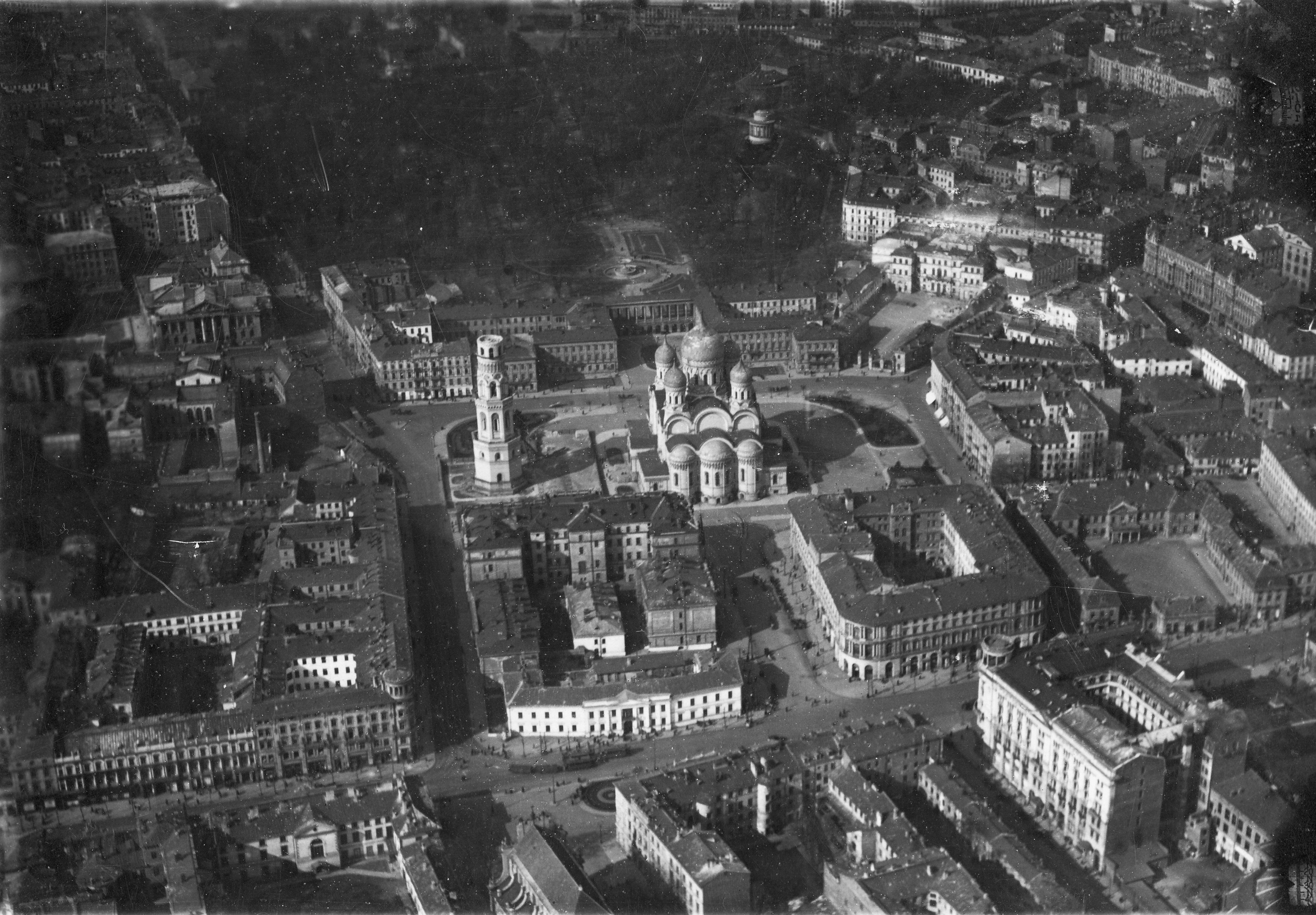
Luftaufnahme zu Beginn des 20. Jahrhunderts. In der Mitte der Block, der im Vordergrund (Osten) noch aus den Sächsischen Schmieden (weißes Gebäude) besteht. Auf dem heutigen Piłsudski-Platz steht die 1926 abgerissene Alexander-Newski-Kathedrale

Als Dom bez Kantów (deutsch: Haus ohne Ecken) wird ein in den 1930er Jahren errichteter Teil eines stadtprägenden Gebäudekomplexes in der Warschauer Innenstadt bezeichnet. Das Gebäude liegt an der Prachtstraße Krakowskie Przedmieście und wird teilweise vom polnischen Militär, teilweise als Apartmenthaus genutzt. Seit dem 9. November 1992 steht es unter Denkmalschutz (1521-A).

## Lage
Das monumentale Gebäude hat die Adresse Krakowskie Przedmieście 11 und liegt somit am Warschauer Königsweg. Es handelt sich um die östliche Hälfte einer Blockbebauung, die im Norden von der General-Tokarzewski-Karaszewicz-Straße und im Süden von der Ulica Krolewska begrenzt ist. Im Westen schließt der Piłsudski-Platz an. Das Gesamtensemble stellt ein städtebauliches Pendant zum Hotel Europejski dar, welches an der gegenüberliegenden Seite der Tokarzewski-Karaszewicz-Straße die von Osten nach Westen verlaufende Sächsischen Achse an der Nordflanke bestimmt. An der Krakowskie Przedmieście liegt der Komplex etwa der St.-Joseph-Kirche der Salesianerinnen gegenüber.

## Geschichte
Das Dom bez Kantów, das offiziell als Haus des Militärfonds (Dom Funduszu Kwaterunku Wojskowego) bezeichnet wurde, entstand in den Jahren von 1932 bis 1935 unter der Leitung der Architekten Czesław Przybylski (Projekt) und Stefan Bryla (Konstruktion). Der Name stammt vermutlich von einer scherzhaften Formulierung Józef Piłsudskis, der bei der Planung des Gebäudes mit den abgerundeten Ecken den Wunsch geäußert haben soll, dass es bei Bau und Vergabe des Wohnraumes nicht zu Betrügereien kommen solle (der Ausdruck „Kanty“ steht neben der Bedeutung Ecke im Umgangssprachlichen für Durchstecherei oder Schwindelei).
Das Gebäude ist im Stil der Modernen mit einem auffälligen, klassizistisch anmutenden Arkadengang gestaltet. Es passt sich auch dabei der Fassade des benachbarten Europejski-Hotels an.
Auftraggeber zum Bau war das damalige Ministeriums für Militärangelegenheiten (polnisch: Ministerstwo Spraw Wojskowych), das hier ein Apartmenthaus für Offiziere und verheiratete Unteroffiziere errichtet haben wollte. Es ersetzte die vorher bestehenden „Sächsischen Schmieden“. Es grenzt an ältere Gebäude, in denen das Warschauer Garnisonskommando (polnisch: Dowództwo Garnizonu Warszawa) untergebracht ist, welches von hier aus auch die Ehrenwache für das Grabmal des Unbekannten Soldaten auf dem Piłsudski-Platz stellt.
Die Wohnungen im Gebäude sind großzügig geschnitten und hochwertig ausgestattet, da Offiziere in der Zwischenkriegszeit einen hohen gesellschaftlichen Rang hatten. Es gab Bedienstetenklingeln in den Zimmern, Müllschlucker in den Küchen und bereits Fahrstühle im Treppenhaus. Im Erd- und Zwischengeschoss war neben anderen militärischen Institutionen auch die Militär-Zentralbibliothek (polnisch: Główna Księgarnia Wojskowa) untergebracht. Derzeit befindet sich hier das Militärische Normierungszentrum (polnisch: Wojskowe Centrum Normalizacji, Jakości i Kodyfikacji). Im Jahr 1938 wurden auf Anweisung des Warschauer Oberbürgermeisters Stefan Starzyński Sandsteinplatten montiert.
Während des Zweiten Weltkriegs wurde das Gebäude als Sitz der Gauleitung (Distrikt Warschau des Generalgouvernements) der NSDAP genutzt. Bei Kriegsende war es – wohl auch deshalb – nur zu einem kleinen Teil zerstört, der wieder aufgebaut wurde. Auch heute noch sind Einschusslöcher an der Fassade erkennbar.
Auch nach dem Krieg wohnten im Haus vorwiegend Offiziere. Erst nach der Privatisierung der Wohnungen zur Jahrtausendwende wurden viele der Einheiten an wohlhabende Geschäftsleute und Politiker verkauft. 2008 erfolgte eine Renovierung der Fassade. Der Plan sie – wie in früheren Jahren – mit Efeu zu bepflanzen musste aufgegeben werden, da viele Einwohner die Befürchtung äußerten, auf diese Weise Ratten Zugang zu oberen Stockwerken zu ermöglichen. An der Westfront finden sich noch Haken, an denen ursprünglich die Oberleitungen der hier heute nicht mehr verkehrenden Straßenbahn befestigt waren. Ebenfalls an dieser Seite des Gebäudes wurde eine Gedenktafel montiert, die von einem unbekannten, im Krieg zerstörten anderen Haus stammt. Im Erdgeschoss befinden sich heute gastronomische Einrichtungen und einige Geschäfte.